# ديفيد غرين (مخرج أفلام)
ديفيد غرين (بالإنجليزية: David Greene)‏ (و. 1921 – 2003 م) هو مخرج أفلام، وكاتب سيناريو، ومنتج أفلام، وممثل أفلام، ومخرج تلفزيوني بريطاني، ولد في مانشستر، توفي في أوجي، فينتورا، كاليفورنيا، عن عمر يناهز 82 عاماً، بسبب سرطان البنكرياس.

## جوائز
حصل على جوائز منها:

جائزة الإيمي برايم تايم

## وصلات خارجية
- ديفيد غرين على موقع IMDb (الإنجليزية)
- ديفيد غرين على موقع ألو سيني (الفرنسية)
- ديفيد غرين على موقع تيرنر كلاسيك موفيز (الإنجليزية)
- ديفيد غرين على موقع أول موفي (الإنجليزية)
- ديفيد غرين على موقع قاعدة بيانات برودواي على الإنترنت (الإنجليزية)
- ديفيد غرين على موقع قاعدة بيانات الأفلام السويدية (السويدية)
- ديفيد غرين على موقع إن إن دي بي (الإنجليزية)
- ديفيد غرين على موقع قاعدة بيانات الفيلم (الإنجليزية)
- ديفيد غرين على موقع كينوبويسك (الروسية)
- ديفيد غرين على موقع كينوبويسك (الروسية)